# 地蔵堂武大
地蔵堂 武大（じぞうどう たけひろ、1990年9月13日 - ）は、日本の男性元声優。鹿児島県出身。

## 略歴
第4回81オーディション特別賞を受賞。
2023年12月31日、81プロデュースを退所、現職で終了後廃業を発表。

## 人物
趣味にはDVD鑑賞、ダンス、マッサージをそれぞれ挙げている。

## 出演

### テレビアニメ
2015年
- おまかせ!みらくるキャット団（小山研太）
- 俺物語!!（友人C）

2017年
- EVIL OR LIVE（沈黙〈モク〉）

2018年
- RELEASE THE SPYCE（諸星明、オペレーター2）

2019年
- MIX（1年・B）
- けだまのゴンじろー（しょうた、男の子(2)）
- ポチっと発明 ピカちんキット（バックマンH）
- ぼくたちは勉強ができない!（男子中学生C）

2020年
- Fate/Grand Order -絶対魔獣戦線バビロニア-（ムニエル）

2021年
- はたらく細胞!!（日和見菌3）
- SHOW BY ROCK!! STARS!!（ジューダスジュニア）
- 2.43 清陰高校男子バレー部（観客）
- サクガン（子供D）

2022年
- 平家物語（禿1）

2025年
- 異修羅（塔のヒャクライ）

### 劇場アニメ
- ペンギン・ハイウェイ（2018年、ナガサキ君）
- 映画 プリキュアミラクルユニバース（2019年、パトロール隊員F）
- 思い、思われ、ふり、ふられ（2020年）
- 機動戦士ガンダム 閃光のハサウェイ（2021年、少年）

### OVA
- 12歳。（2014年、男子A） - 『ちゃお』2014年11月号付録
- 機動戦士ガンダム サンダーボルト（2016年、少年兵）

### Webアニメ
- Fate/Grand Order 藤丸立香はわからない（2022年 - 2023年、ジングル・アベル・ムニエル） - 1シリーズ + 特別編

### ゲーム
- スターオーシャン:アナムネシス（2016年、アンドレ[7]、ハル）
- RELEASE THE SPYCE secret fragrance（2019年[8]）
- デュエル・マスターズ プレイス（2020年、デス・ハープ）

### CM
- パズドラ TVCM「冬の青春」篇（2016年、メガネくん[9]）

### 吹き替え

#### 映画
- IT/イット “それ”が見えたら、終わり。（スタンリー・ユリス〈ワイアット・オレフ〉[10]）
  - IT/イット THE END “それ”が見えたら、終わり。[11]
- くるみ割り人形と秘密の王国（第4のポリシネル[12]）

#### ドラマ
- ゲームシェイカーズ（メイソン・ケンドール〈タナー・ブキャナン〉）
- フラーハウス シーズン3（ジーン）
- クレイジー・エックス・ガールフレンド シーズン4（AJ〈クラーク・ムーア〉[13]）

#### アニメ
- アバローのプリンセス エレナ[14]
- インクレディブル・ファミリー[15]
- ちいさなプリンセス ソフィア（デレク王子〈コナー・ワイズ〉、カジーム〈コナー・ワイズ〉）
- マペット・ベビー（スカウト）
- マーベル スパイダーマン（マイルズ・モラレス）

### オーディオブック
- 青春絶対つぶすマンな俺に救いはいらない。（2021年[16]、相田怜治 ほか[17]）

### その他コンテンツ
- 第5回81LIVE SALON〜霜月はWARMでJOINなドラマの朗読ライブ〜（2015年）[18]